# Gabrielle Canivet

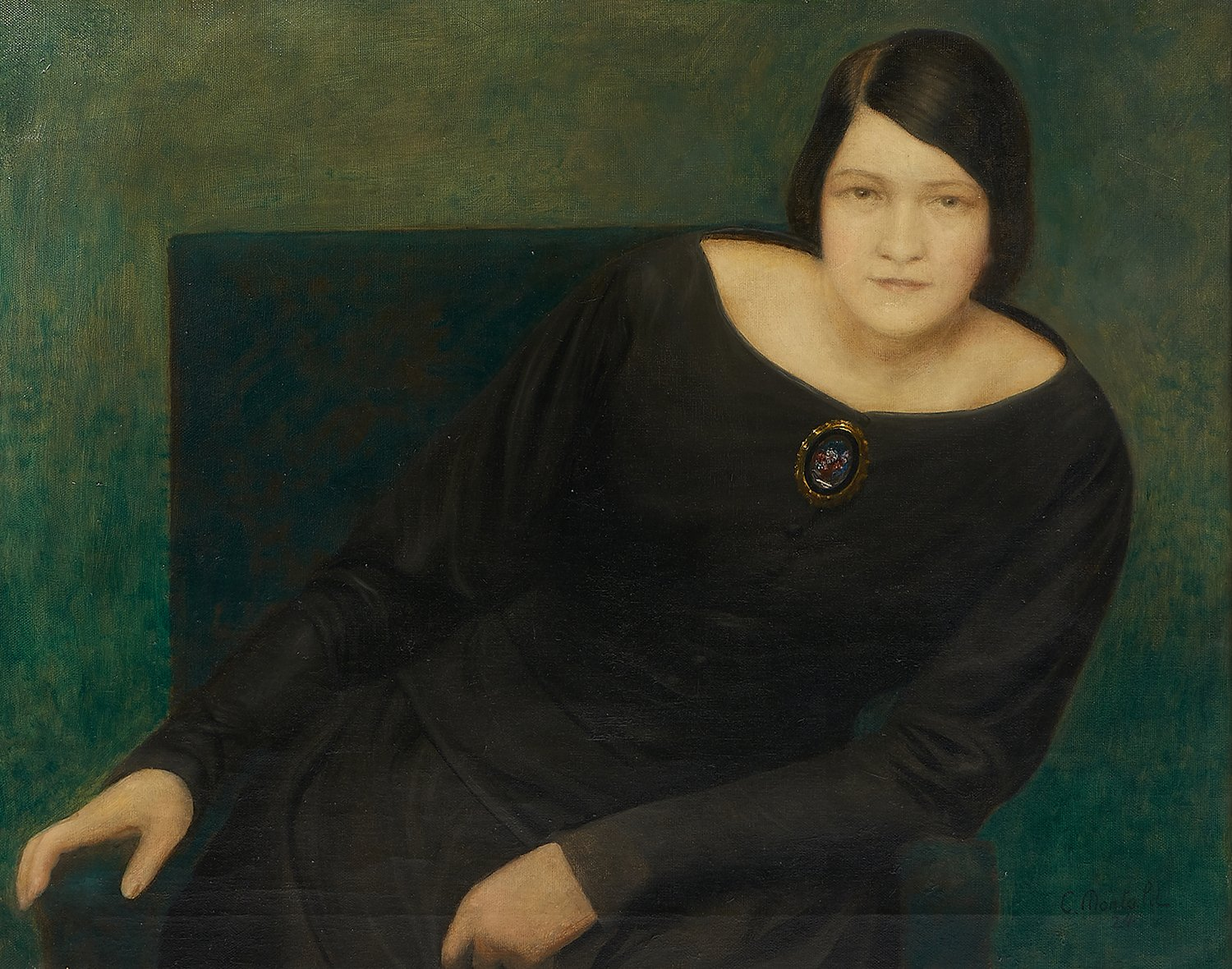
Porträt von Gabrielle Canivet, 1924. Constant Montald (1862–1944)

Gabrielle Canivet (* 17. Dezember 1867 in Etterbeek; † 11. Februar 1942 in Brüssel) war eine belgische Malerin. Sie hatte sich auf die Bemalung von Seide mit abstrakten Mustern in leuchtenden Farben spezialisiert und war für ihre stilisierten organischen Motive bekannt.

## Leben
Gabrielle Canivet wurde in Etterbeek (Gemeinde Brüssel) geboren, verbrachte jedoch ihre gesamte Kindheit in Gent. Sie stammte aus einer Familie mit einem Zolldirektor als Vater und hatte zwei Schwestern, Louise und Hélène. Über ihre künstlerische Ausbildung ist wenig bekannt, aber es wird angenommen, dass sie autodidaktisch arbeitete. Am 9. August 1892 heiratete sie den bereits bekannten Maler Constant Montald (1862–1944) in Gent.
1897 zog das Paar nach Brüssel, wo sie in Etterbeek wohnten. 1910 zogen sie in die „Villa Montald“ in Woluwe-Saint-Lambert, ein von Henri Van Massenhove entworfener Bau im eklektischen Stil. Der üppige Garten der Villa inspirierte viele von Gabrielle Canivets Werken.
Die Villa Montald war ein kultureller Treffpunkt für Freunde aus der Kunst- und Literaturwelt, darunter der Schriftsteller Émile Verhaeren und der Dichter Stefan Zweig. Die Villa diente auch als ständiger Ausstellungsraum, was das Bild des Paares als zusammenlebende und arbeitende Künstler verstärkte. Im Gegensatz zu Montald konzentrierte sich Gabrielle Canivet auf Seidenmalerei und stellte nur zwischen 1906 und 1934 aus. Ihre Präsenz in der Kunstwelt war begrenzt und meist in Verbindung mit ihrem Ehemann.
Zwischen 1940 und ihrem Tod an Brustkrebs am 11. Februar 1942 führte Gabrielle Canivet einen regen Briefwechsel mit René Vandevoir, einem Bewunderer von Émile Verhaeren, dem sie viele Erinnerungsstücke anvertraute.

### Ausstellungen und Preise

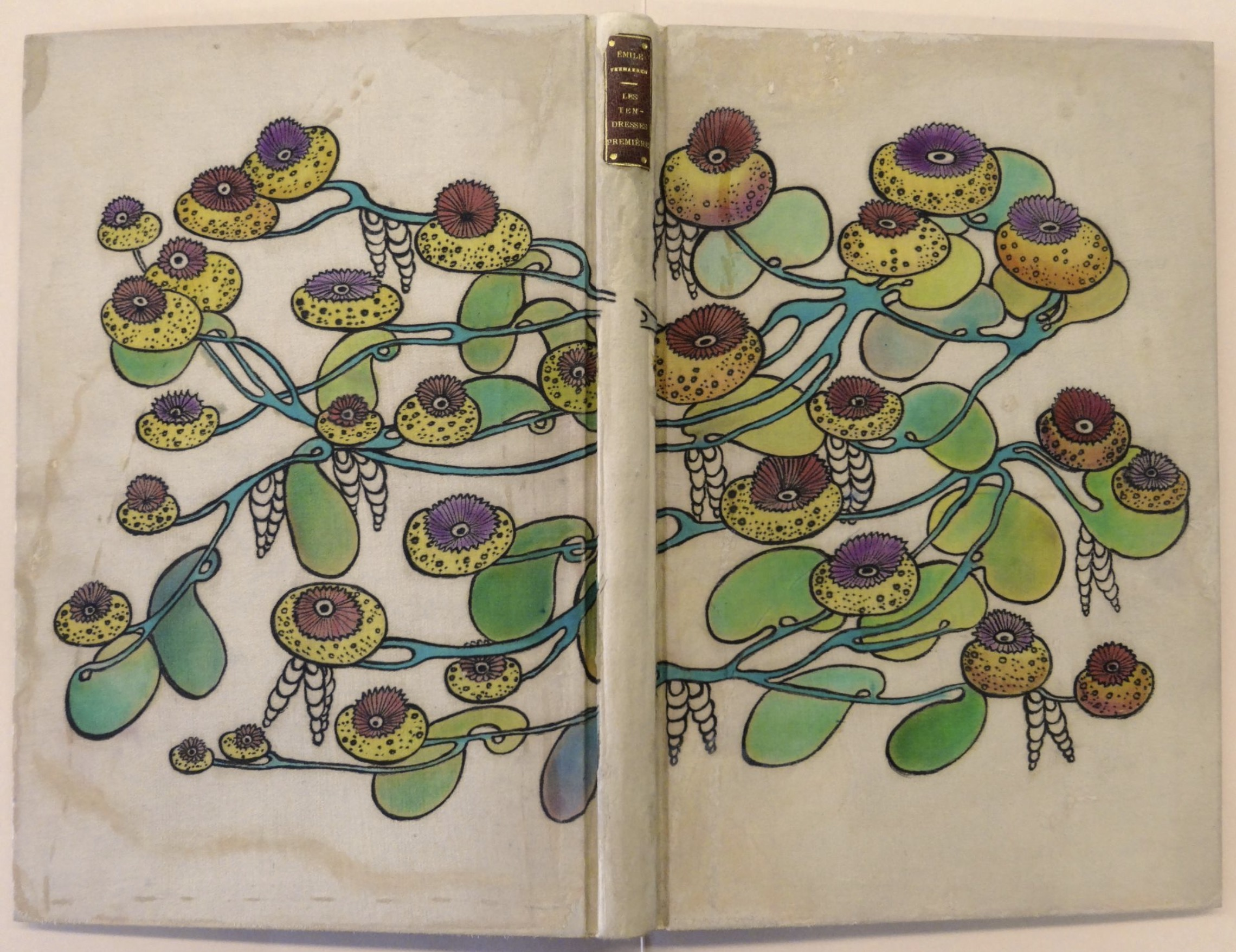
Bucheinband für Les Tendresses premières von Emile Verhaeren, 1904. Malerei auf Seide

Gabrielle Canivets erste Ausstellungsteilnahme war auf der Weltausstellung 1906 in Mailand, wo sie zur Vizepräsidentin der Sektion 20: Art d'Habillement ernannt wurde. Sie stellte bemalte Boleros, Kleidungsstücke, Schals, Bucheinbände und Geldbörsen aus und erhielt den Großen Preis. Ihre erste Medaille gewann sie 1907 auf der fünften internationalen Kunstausstellung in Barcelona. 1909 erhielt sie den Preis der Gräfin von Flandern bei einem Wettbewerb der Société Les Arts de la Femme.
Als Mitglied dieser Vereinigung nahm Canivet 1911 an der Internationalen Ausstellung für Architektur und dekorative Künste in Lüttich teil und 1913 an der Weltausstellung in Gent. In Lüttich präsentierte sie Handtaschen, Halstücher, Boleros, Fächer und Taschen. In Gent zeigte sie bemalte Fächer, Kissen und Taschen. 1912 stellte sie bei dem von Octave Maus geleiteten Salon La Libre Esthétique Tie-dye-Seide aus.

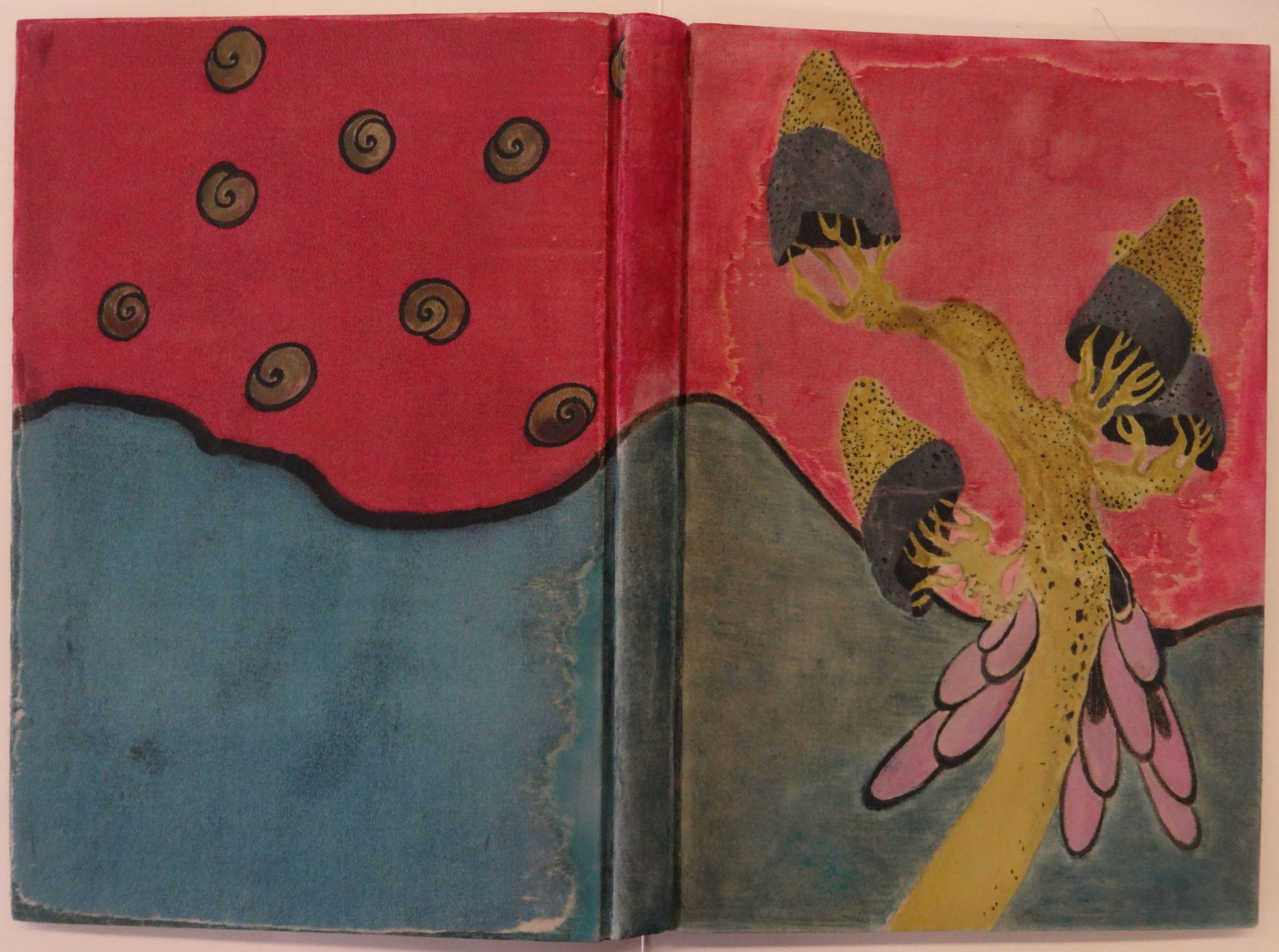
Bucheinband für Les Héros von Émile Verhaeren. Malerei auf Seide, 1908

Gabrielle Canivet und ihr Ehemann Constant Montald stellten in den 1920er und 1930er Jahren mehrfach gemeinsam auf großen Kunstausstellungen aus, darunter 1925 auf der Exposition des Arts décoratifs et industriels modernes in Paris sowie 1932 und 1934 auf den Salons de Printemps der Société royale des Beaux-Arts. 1925 gewannen beide Preise: Montald erhielt einen ersten Preis und eine Goldmedaille für seine Glasfenster, während Canivet eine Silbermedaille für ihre dekorativen Zeichnungen erhielt. Trotz dieser Anerkennung schien Canivet nicht daran interessiert, ihre Karriere weiter zu verfolgen.
1929 präsentierten Gabrielle Canivet und Constant Montald erstmals gemeinsam ein Plakat für eine Ausstellung im Palais des Beaux-Arts in Brüssel. Diese Ausstellung war bedeutsam, da das Paar erstmals als solches wahrgenommen wurde. Canivet stellte 26 Werke aus, darunter dekorative Darstellungen von Vögeln und Blumen, Meerespflanzen und Fischen sowie Illustrationsprojekte, während Constant Montald 79 Gemälde und Zeichnungen sowie vier Skulpturen zeigte. Die Werke der beiden Künstler wurden in separaten Räumen ausgestellt, wobei Constant Montalds Werke im Hauptraum und Gabrielle Canivets Werke in einem Nebenraum präsentiert wurden, was Montalds Vorrangstellung unterstrich.
Constant Montalds Werk „La Ruée humaine“ stand im Mittelpunkt der Pressekritik, während Canivet nur wenig Aufmerksamkeit erhielt. Wenn sie jedoch erwähnt wurde, wurde ihr Werk gelobt, insbesondere ihre Interpretationen der Meeresflora, die an persische und japanische Kunst erinnerten. Ein Kritiker hob als einziger die stilistische Verbindung zwischen den Werken des Paares hervor, indem er beide in die Tendenz des Idealismus einordnete. Die meisten Artikel behandelten jedoch Montald und Gabrielle Canivet getrennt und betonten die Unterschiede in ihren künstlerischen Ansätzen.
Gabrielle Canivet zeigte in ihren Ausstellungen ihre Vielseitigkeit im Umgang mit verschiedenen Materialien wie Textilien, Buchbinderei, Seidenmalerei, Keramik und Bleistift. Ihre Werke, wie die Textilmalerei „Meeresflora und Zierfische“ von 1929, zeigten stark stilisierte Darstellungen von Wasser- und Landpflanzen, die sich zu plastischen Formen entwickelten. Nach dem Ersten Weltkrieg begann sie eine Serie von imaginären Vogelzeichnungen, von denen sie 1929 viele ausstellte. Aufgrund der Verschlechterung der Seidenstoffe wandte sie sich zunehmend der Bleistiftzeichnung zu und fertigte feine Arbeiten an, die sie sogar in Manuskripten und Korrespondenzen verwendete.

### Stil und Technik
Gabrielle Canivet war mit verschiedenen Materialien und Techniken vertraut: Textilien, Bleistift, Buchbinderei, Seidenmalerei und Keramik. Sie ist bekannt für ihre Malerei auf Stoffen, die sie zu Kleidungsaccessoires verarbeitete, aber auch für die Bemalung von Porzellangeschirr. Vor allem während des Ersten Weltkriegs schuf sie eine Reihe von dekorativen Fischen, Pilzen und Vögeln auf Seide, wobei sie ein nur ihr bekanntes Verfahren anwandte, bei dem der Stoff seine Geschmeidigkeit behält. Ihre Kompositionen enthalten oft exotische Blumen und eine Schnecke, die zu ihrem Markenzeichen wurde.